# FRAME (レコードレーベル)
- レベルファイブ > FRAME (レコードレーベル)
- アップフロントワークス > FRAME (レコードレーベル)
- エイベックス
  - エイベックス・エンタテインメント > FRAME (レコードレーベル)
  - エイベックス・ピクチャーズ > FRAME (レコードレーベル)

FRAME（フレーム）は、レベルファイブとエイベックスによる日本のレコードレーベル。レベルファイブのゲーム・アニメ関連楽曲をエイベックス・エンタテインメントからリリースしている。

## 歴史
2007年春、レベルファイブはアップフロントワークスのT-Pistonz（当時の豚骨ピストンズ）へゲーム『イナズマイレブン』の主題歌を依頼。その縁で同社の日野晃博とアップフロントワークスの蔭山茂樹が話をする内に2社でレコードレーベルを発足することとなった。日野は「クリエイター同士が対等な立場で一緒にコンテンツを作り上げていく」という考えから、テーマ曲にアーティストが自由に作ったタイアップ楽曲は使わないというこだわりを持つ。
2008年10月29日、レーベル第1弾アーティストとしてtwe'lvがシングル「青春おでん/純情青春ラブ」でデビュー。当時の発売元はアップフロントワークス、販売元はキングレコード。
2012年10月、アップフロントワークスからエイベックス・エンタテインメントへ移籍。発売・販売元は、2014年春までエイベックス・マーケティング、2014年夏から2016年春までエイベックス・ピクチャーズ、以降はエイベックス・エンタテインメント（旧エイベックス・ミュージック・クリエイティヴ）。

## 所属アーティスト
※五十音順
- alom
- 生沢佑一
- 岡本幸太
- キング・クリームソーダ.
- 寺田真奈美
- Hard Birds
- pugcat's

### 過去の所属アーティスト
- 北原沙弥香
- KMC
- コトリ with ステッチバード
- スージー・ロッソ
- T-Pistonz+KMC
- twe'lv
- Dream5
- Little Blue boX
- LinQ

## 関連アニメ作品
- イナズマイレブン（2008年）
- レイトン教授と永遠の歌姫（2009年）
- ダンボール戦機（2011年）
- イナズマイレブンGO（2011年）
- 妖怪ウォッチ（2014年）
- スナックワールド（2017年）
- イナズマイレブン アレスの天秤（2018年）
- 妖怪ウォッチ シャドウサイド（2018年）
- イナズマイレブン オリオンの刻印（2018年）
- 妖怪ウォッチ!（2019年）
- 妖怪ウォッチJam 妖怪学園Y 〜Nとの遭遇〜（2020年）
- 妖怪ウォッチ♪（2021年）